# Hylemera instabilis
Hylemera instabilis là một loài bướm đêm trong họ Geometridae.